# Pancasan
Pancasan is een bestuurslaag in het regentschap Banyumas van de provincie Midden-Java, Indonesië. Pancasan telt 6581 inwoners (volkstelling 2010).